# Soumans
Soumans é uma comuna francesa na região administrativa da Nova Aquitânia, no departamento de Creuse. Estende-se por uma área de 36,68 km². Em 2010 a comuna tinha 597 habitantes (densidade: 16,3 hab./km²).